# Leones de Santa Marta
Leones es un equipo de béisbol de la Liga Colombiana de Béisbol Profesional, con participación desde la temporada 2003-2004 y su última participación fue en la temporada 2019-20, entrando en hiato desde entonces.
Obtuvo su primer título de la liga en la temporada 2014-2015 clasificando a la Serie Latinoamericana 2015 jugada en Panamá donde obtuvo el título para Colombia.

## Historia
En el año 2003 debutó en la Liga en la ciudad de Cartagena de Indias logrando ocupar el primer lugar de la temporada regular por encima de los populares Tigres de Cartagena y Caimanes de Barranquilla logrando así el paso directo a la final que disputaría con su rival de patio y que perdería con resultado final 4-2 en la serie. El estadounidense Tony Motta fue el jugador más valioso del torneo quien anotó 6 homerunes, impulso 35 carreras y bateó 4 triples en 30 juegos.

### Reaparición
Luego de la salida de los Cardenales de Montería en 2008, los Leones volvieron a aparecer esta vez en la capital cordobesa y nuevamente obtiene el liderato de la temporada regular, avanzando así al Round Robin con Tigres y Caimanes donde finalizaron con un triple empate en las posiciones obligando a realizarse un sorteo que favoreció a los barranquilleros, ambos equipos felinos debieron jugar el desempate para acceder a la final el cual se disputó en el Estadio Dieciocho de Junio de Montería saliendo victorioso los locales 4-2, sin embargo el título le fue esquivo por segunda vez luego de ir liderando la serie Final 3-2 ante Caimanes el cierre se disputó en el Estadio Tomás Arrieta de Barranquilla perdieron los dos juegos 2-9 y 7-10 finalizando nuevamente subcampeón con la serie en contra 3-4. El jugador más valioso del torneo fue Reynaldo Rodríguez con porcentaje de bateo .378 en temporada regular.

### Primer título
Luego de perder las finales de las temporadas 2009-2010 ante Caimanes y 2011-2012 ante Toros
de manera consecutiva, un tercer lugar en 2012-2013 y otro subcampeonato frente a Tigres en 2013-2014, lograría llegar a su primero título en la edición 2014-2015 clasificando de tercero en la temporada regular, superó a los Tigres 3-1 en el Pre-Play Off y arrazaría con Caimanes en la final 4-1 perdiendo únicamente el primer juego de la serie en Barranquilla obtuvo el título con una victoria 13-1 en Montería

### Serie Latinoamericana
El título de Liga le permitió participar en tercera edición de la Serie Latinoamericana realizada en Panamá la cual disputó frente a los campeones de Nicaragua, Panamá y Veracruz (México), luego de superar la serie regular enfrentó a los Indios del Bóer con gran victoria 10-0 para llegar a la final frente al local Caballos de Coclé con una victoria 1-0 en la parte baja del noveno se alzó con el título Latinoamericano.

### Doble campeonato
Luego de su primer título local e internacional se enfrentaría a tres finales en el torneo completando una racha de 5 finales consecutivas entre 2013-2014 y 2017-2018, los Caimanes tomaron revancha en la edición 2015-2016 venciendo al actual campeón 4-2 en la serie que cerró en Lorica resaltando la participación de Adrián Sánchez en el equipo felino. El doble campeonato llegaría bajo la dirección de Luis Felipe Urueta venciendo a Toros en la edición 2016-2017 4-2 cerrando en casa y al año siguiente 2017-2018 nuevamente a los Toros luego de ir perdiendo la serie final 3-2 le dio vuelta a la serie en Sincelejo llegando así al bicampeonato y su tercer título en la Liga, cuarto en su historia.

### Traslado a Santa Marta
En la edición 2018-2019 hizo su peor participación en el torneo finalizando en cuarto lugar. Con apenas 12 victorias en 41 juegos, se despidió de la ciudad de Montería encontrando una nueva plaza en Santa Marta, jugando sus partidos como local en el Estadio La Esperanza, iniciando así una nueva historia para el club en la edición 2019-2020 llevando además el Béisbol Profesional por primera vez a la ciudad samaria.

### Posibilidad de nueva sede
En la edición 2021-2022 hubo la posibilidad de que el equipo regresara con un cambio de sede, trasladándose a la ciudad de Villavicencio, así lo anunció el Gobernador del departamento del Meta, Juan Guillermo Zuluaga, durante la presentación del equipo de fútbol Club Llaneros para la temporada 2021. "Hoy presentamos el equipo de futbol, pero esto no es solo futbol, es una marca que tendrá futbol masculino y femenino, baloncesto y béisbol“. puntualizó Zuluaga. Sin embargo, el equipo no participó de la Liga Profesional de Béisbol Colombiano 2021-22.

## Rivalidad con Toros
El juego entre Leones y Toros es considerado el Clásico de La Sabana debido a la cercanía de las ciudades de Montería y Sincelejo que comparten la sabana, Toros de Sincelejo quedó campeón ante Leones de Montería con serie final de 5-3 en el 2011-12, para las temporada de 2013-14 y 2015-16 nuevamente se enfrentan en semifinales clasificando Leones a final en ambas ocasiones, finalmente la revancha del título perdido ante Toros se daría en la temporada 2016-17, Leones se consagró campeón en serie de 4-2. En las últimas 6 temporadas Leones ha ganado 82 juegos mientras Toros ha ganado 69.
Resumen de enfrentamientos y serie desde el 2009-2010:
| Temporada | Fase         | Ganador | Serie   | Perdedor |
| --------- | ------------ | ------- | ------- | -------- |
| 2009-10   | Round Robin  | Toros   | 4 - 3   | Leones   |
| 2011-12   | Fase Regular | Empate  | 7 - 7   | Empate   |
| 2011-12   | Play Off     | Toros   | 5 - 3   | Leones   |
| 2012-13   | Fase Regular | Leones  | 8 - 6   | Toros    |
| 2013-14   | Fase Regular | Leones  | 10 - 4  | Toros    |
| 2013-14   | Pre Play Off | Leones  | 3 - 2   | Toros    |
| 2014-15   | Fase Regular | Leones  | 10 - 4  | Toros    |
| 2015-16   | Fase Regular | Empate  | 7 - 7   | Empate   |
| 2015-16   | Pre Play Off | Leones  | 3 - 1   | Toros    |
| 2016-17   | Fase Regular | Empate  | 7 - 7   | Empate   |
| 2016-17   | Play Off     | Leones  | 4 - 2   | Toros    |
| 2017-18   | Fase Regular | Leones  | 9 - 5   | Toros    |
| 2017-18   | Round Robin  | Toros   | 3 - 1   | Leones   |
| 2017-18   | Play Off     | Leones  | 4 - 3   | Toros    |
| 2018-19   | Fase Regular | Toros   | 9 - 3   | Leones   |
| Resumen   | Total        | Leones  | 82 - 69 | Toros    |

## Rivalidad con Caimanes
El juego entre Caimanes y Leones tiene un antecedente importante en la temporada 2014-2015 donde Leones dominó a Caimanes sobre el final de la temporada regular y tras una agónica clasificación a los pre play off superó en la final a Caimanes ganando 4 juegos por 1. Además tras el traslado por remodelaciones del Estadio Tomás Arrieta de Barranquilla en la temporada siguiente, Caimanes jugó en la ciudad de Santa Cruz de Lorica municipio cercado a Montería casa de Leones donde alcanzó a llamarse El Clásico del Sinú en honor al Río Sinú que recorre estas ciudades del departamento de Córdoba, ambos llegaron a la final, donde los Caimanes tomaron revancha, saliendo campeones. Nuevamente el la temporada siguiente 2016-2017 se enfrentaron pero en el pre-play off donde esta vez la revancha fue para Leones ganando 3-2. En las últimas siete temporadas Caimanes ha ganado 82 juegos mientras Leones ha ganado 62.
Resumen de enfrentamientos y serie desde el 2009-2010:
| Temporada | Fase         | Ganador  | Serie   | Perdedor |
| --------- | ------------ | -------- | ------- | -------- |
| 2009-10   | Round Robin  | Caimanes | 3 - 3   | Leones   |
| 2009-10   | Play Off     | Caimanes | 4 - 2   | Leones   |
| 2011-12   | Fase Regular | Leones   | 8 - 6   | Caimanes |
| 2012-13   | Fase Regular | Caimanes | 9 - 5   | Leones   |
| 2013-14   | Fase Regular | Leones   | 3 - 11  | Caimanes |
| 2014-15   | Fase Regular | Caimanes | 8 - 6   | Leones   |
| 2014-15   | Play Off     | Leones   | 4 - 1   | Caimanes |
| 2015-16   | Fase Regular | Caimanes | 8 - 6   | Leones   |
| 2015-16   | Play Off     | Caimanes | 4 - 2   | Leones   |
| 2016-17   | Fase Regular | Caimanes | 7 - 7   | Leones   |
| 2016-17   | Pre-Play Off | Leones   | 3 - 2   | Caimanes |
| 2017-18   | Fase Regular | Leones   | 8 - 6   | Caimanes |
| 2017-18   | Round Robin  | Leones   | 2 - 2   | Caimanes |
| 2018-19   | Fase Regular | Caimanes | 11 - 3  | Leones   |
| Resumen   | Total        | Caimanes | 82 - 62 | Leones   |

## Roster 2024-2025
Actualizado al 14 de noviembre del 2024.

## Palmarés
Estos son los títulos ganados por el equipo en su historia.

### Liga Colombiana de Béisbol Profesional
- Campeón (3): 2014-15, 2016-17 y 2017-18

- Subcampeón (5): 2008-09, 2009-10, 2011-12, 2013-14, 2015-16

### Series latinoamericanas
- Campeón (1):  Panamá 2015
- Subcampeón (1):  Montería 2017

## Jugadores premiados
Estos son los jugadores que han sido premiados en los diferentes torneo de la liga:
| Categoría                                       | Ganador            | Temporada         |
| ----------------------------------------------- | ------------------ | ----------------- |
| Jugador más valioso                             | Reinaldo Rodríguez | 2008-09           |
| Jugador más valioso                             | Gerson Montilla    | 2016-17           |
| Mejor bateador "Premio Orlando Cabrera"         | Adrian Sanchez     | 2015-16           |
| Líder de carreras anotadas                      | Eudy Piña          | 2015-16           |
| Mejor lanzador "Premio Carlos Petaca Rodríguez" | Javier Ortiz (2)   | 2011-12 y 2016-17 |
| Novato del año                                  | Jair Morelos       | 2013-14           |
| Mejor segunda base                              | Sneider Bastista   | 2015-16           |
| Mejor leftfield (jardinero izquierdo)           | Jorge Cortez       | 2015-16           |
| Mejor leftfield (jardinero izquierdo)           | Diover Ávila       | 2016-17           |
| Mejor rightfield (jardinero derecho)            | Eudy Piña          | 2015-16           |
| Mánager del año                                 | Teddy Martínez     | 2008-09           |
| Mánager del año                                 | Luis Felipe Urueta | 2014-15           |
| Pitcher relevista del año                       | Miguel Gómez       | 2013-14           |